# フリオ・サラテ
フリオ・サラテ（Julio Zarate、1975年8月23日 - ）は、メキシコの男性プロボクサー。ゲレーロ州シワタネホ出身。元WBA世界バンタム級暫定王者。

## 来歴
1997年3月11日、メキシコでプロデビューし、2回TKO勝ちを収めた。
2000年10月6日、FECARBOXバンタム級王座を獲得した。
2001年5月15日、WBCアメリカ大陸バンタム級王座を獲得。
2002年8月30日、メキシコバンタム級王座を獲得。
2003年3月1日、WBCムンドヒスパノバンタム級王座を獲得。2003年9月20日にはCABOFEスーパーフライ級王座を獲得した。
2004年3月6日、24戦目で世界王座初挑戦。WBA世界バンタム級暫定王者戸高秀樹に挑戦し、2-1の判定勝ちで暫定王座を獲得した。戸高はこの試合を最後に引退した。
2005年2月26日、WBA世界バンタム級王座決定戦でウラジミール・シドレンコと対戦し、0-3の判定負けで暫定王座から陥落した。
2005年6月25日、再起戦で1階級上のWBA世界スーパーバンタム級王者マヤル・モンシプールに挑戦し、8回終了時に棄権となり王座獲得はならなかった。
2006年4月8日、NABF北米スーパーバンタム級王座決定戦でアントニオ・メサと対戦し、3-0の判定勝ちで王座を獲得した。
2008年8月29日、セレスティーノ・カバジェロへの指名挑戦権を賭けてIBF世界スーパーバンタム級挑戦者決定戦をジェフリー・マゼブラと対戦し、0-3の判定負けを喫した。
2010年2月19日、WBAインターコンチネンタルスーパーバンタム級王座決定戦でアドルフォ・ラモスと対戦し、2回負傷ドローとなった。

## 獲得タイトル
- WBA世界バンタム級暫定王座（防衛0度）